# Вілсон Грейтбатч
Ві́лсон Гре́йтбатч (англ. Wilson Greatbatch; 6 вересня 1919 — 27 вересня 2011) — американський інженер і винахідник. Отримав 325 патентів на винаходи. Член Національної зали слави винахідників. Лауреат Премії Лемельсона.

## Біографічні дані
Грейтбатч народився у Баффало (штат Нью-Йорк, США) у сім'ї британських мігрантів Воррена і Шарлотти Грейтбатч, навчався у громадській школі West Seneca High School. У віці 16 років отримав ліцензію радіоаматора. Згодом пішов на військову службу й брав участь у Другій світовій війні, служив радистом в авіації. Вийшов у відставку в 1945 році. Поступив на у Корнелльський університет, здобув ступінь бакалавра електротехніки у 1950 році. Здобув ступінь магістра в університеті Баффало у 1957 році.
Кардіостимулятор, був винайдений Грейтбатчем випадково. У 1956 році він працював в Університеті Баффало над створенням пристрою, що мав записувати серцевий ритм тварин. Одного разу він випадково вставив у пристрій інший резистор й помітив що в електричному колі виникли коливання, що нагадували серцевий ритм людини. Через два роки він створив перший кардіостимулятор що міг вживлюватися у тіло людини і подавати штучні імпульси для стимуляції роботи серця. Винахід було успішно випробувано Вільямом Чердаком на собаці. 6 червня 1960 пристрій Грейтбатча було імплантовано 77-річному чоловіку з нерегулярним серцебиттям. Заявку на отримання патенту на винахід було подано у тому ж році й видано патент у 1962-му і він одразу набув надзвичайного поширення. Цей винахід у подальшому фактично врятував життя мільйонам людей.
Перша конструкція пристрою через обмеженість джерела живлення могла працювати лише 3 години. У 1971 році В. Грейтбатч винайшов літієвий елемент живлення і тим самим вирішив проблему тривалості роботи кардіостимулятора. Сучасний кардіостимулятор може працювати від 5 до 10 років.
Суттєвий внесок зробив винахідник у розробку пристроїв для дослідження СНІДу. Серед його патентів є і патент на каное, що урухомлюється з використанням сонячної енергії. В останні роки він зосередився на розробці альтернативних видів палива з використанням рослинних матеріалів, таких як соєві боби і тополя, і навіть на проведенні експериментів в області термоядерного синтезу гелію — «Я хотів би позбавити ОПЕК бізнесу», заявляв він.
Вілсон Грейтбатч помер 27 вересня 2011 року у віці 92 років. Із своєю дружиною Елеанорою прожив понад 60 років, мав п'ятеро дітей.